# Бизар (остров)
Бизар (фр. Île Bizard) — остров в канадской провинции Квебек неподалёку от острова Монреаль. Входит в состав архипелага Ошлага.

## История
Первоначально остров назывался Бонавентюр, однако в 1723 году получил текущее название в честь Жака Бизара, который получил эту землю в качестве надела в 1678 году. Ранее остров входил в состав отдельного муниципалитета под названием Виль-де-л’Иль-Бизар, однако, в 2004 году в рамках административной реорганизации Квебека вошёл в состав одного из районов Монреаля л’Иль-Бизар—Сент-Женевьев.

## Население
По данным переписи населения Канады, по состоянию на 2011 год на острове проживало 14 647 человек.

## Известные уроженцы
- Лекавалье, Венсан — профессиональный канадский хоккеист